# Вроцлавское княжество
Вроцлавское княжество (пол. Księstwo Wrocławskie, чеш. Vratislavské knížectví) или герцогство Бреслау (нем. Herzogtum Breslau) — одно из средневековых силезских княжеств.

## История
В 1163 году Болеслав I Долговязый и Мешко I Плясоногий — сыновья польского князя Владислава II Изгнанника — при поддержке императора Фридриха I Барбароссы получили княжество Силезия. Поначалу они правили совместно, но постепенно между ними наступил разлад, и в 1173 году они разделили Силезию между собой: Болеслав стал править из Вроцлава, а Мешко — из Рацибужа. Так появились Вроцлавское (Нижнесилезкое) и Ратиборское (Верхнесилезское) княжества. Болеслав пытался претендовать на Краковское княжество, но в 1177 году потерпел поражение и был вынужден выделить из своих владений Глогувское княжество, в котором стал править его младший брат Конрад Тонконогий. После этого Болеслав больше не пытался восставать против краковских князей, и направил все усилия на сохранение своих владений. После того, как Конрад Тонконогий умер в 1189/1190 году, не оставив наследников, Глогув снова вернулся к Болеславу, а в 1201 году Болеслав вернул Ополе. Сын Болеслава — Генрих I Бородатый — сумел вновь объединить Нижнюю Силезию под единой властью.
В 1248 году достигший совершеннолетия Генрих III Белый потребовал от своего старшего брата — силезского князя Болеслава II Рогатки — свою долю отцовского наследства. Генриха поддержало вроцлавское дворянство, и Болеславу пришлось отдать ему центральную часть княжества, где находился Вроцлав. Генрих был сильным правителем, и в 1250-х годах Вроцлавское княжество стало сильнейшим княжеством Силезии, проводя активную внешнюю политику. После смерти Генриха в 1266 году регентом княжества при малолетнем Генрихе IV стал его брат Владислав, князь-епископ Зальцбургский; в 1267 году он отослал малолетнего Генриха в Прагу, и потому после смерти Владислава в 1270 году регентом княжества стал чешский король Пржемысл Отакар II.
В 1273 году Генрих IV был провозглашён совершеннолетним, и стал править княжеством самостоятельно, проводя независимую внешнюю политику. В 1277 году он был взят в плен легницким князем Генрихом V Брюхатым, и получил свободу лишь в обмен на треть княжества. Позднее Генрих IV ввязался в борьбу за гегемонию в Польше, и в 1288 году смог стать краковским князем. Он умер в 1290 году; согласно его завещанию, Вроцлавское княжество должно было отойти глогувскому князю Генриху III, однако местные дворяне отказались принять его правление, и при поддержке чешского короля Вацлава II оно отошло Генриху V Брюхатому, который, таким образом, соединил его с Легницким княжеством.
Сын Генриха V — Болеслав III Расточитель — в 1311 году под нажимом местных дворян был вынужден поделиться Легницким княжеством со своими братьями; во Вроцлаве стал княжить Генрих VI Добрый. Поначалу Генрих VI поддерживал своего брата в различных предприятиях, а сам получал помощь в борьбе с Глогувским княжеством. Однако постепенно ситуация изменилась на противоположную: в 1322 году Генрих VI подписал сепаратный мир с Глогувом, а Болеслав стал заглядываться на богатый Вроцлав. В итоге дело вылилось в вооружённый конфликт. В поисках союзников Генрих обращался за помощью к польскому королю Владиславу Локетеку, императору Людовику IV и даже Тевтонскому ордену. В итоге, под нажимом вроцлавского дворянства, 6 апреля 1327 года он принёс присягу чешскому королю Яну Люксембургскому. В соответствии с условиями соглашения, Вроцлавское княжество оставалось независимым, но после смерти Генриха отходило Чешской короне. Так и произошло 24 ноября 1335 года.

## Князья Вроцлава
| #   | Портрет | Имя (годы жизни)                                             | Родители                                     | Годы правления | Примечания |
| --- | ------- | ------------------------------------------------------------ | -------------------------------------------- | -------------- | --- |
| 1   |         | Болеслав I Долговязый (1127 — 7/8 декабря 1201)              | Владислав II Изгнанник Агнесса Бабенбергская | 1173-1201      | князь Силезии (в 1163-1172 годах) |
| 2   |         | Генрих I Бородатый (1165/1170 — 19 марта 1238)               | Болеслав I Долговязый Кристина               | 1201-1238      | князь-принцепс Польши (князь Краковский) (с 1232 по 1238 год) |
| 3   |         | Генрих II Набожный (ок. 1196 — 9 апреля 1241)                | Генрих I Бородатый Ядвига Силезская          | 1238-1241      | князь-принцепс Польши (князь Краковский) (с 1238 по 1241 год) |
| 4   |         | Болеслав II Рогатка (1220/1225 — 26/31 декабря 1278)         | Генрих II Набожный Анна Легницкая            | 1241-1248      | князь-принцепс Польши (князь Краковский) (в 1241 году), князь Легницкий (с 1248 по 1278 год)                                                                                       |
| 5   |         | Генрих III Белый (1227/1230 — 3 декабря 1266)                | Генрих II Набожный Анна Легницкая            | 1248-1266      | |
| 6   |         | Генрих IV Пробус (ок.1258 — 23 июня 1290)                    | Генрих III Белый Юдита Мазовецкая            | 1266-1290      | князь-принцепс Польши (князь Краковский) (с 1288 по 1290 год) |
| 7   |         | Генрих V Брюхатый (1245/1250 — 22 февраля 1296)              | Болеслав II Рогатка Хедвиг Ангальтская       | 1290-1296      | князь Яворский (с 1273 по 1278 год), князь Легницкий (с 1278 по 1296 год) |
| 8-9 |         | Болеслав III Расточитель (23 сентября 1291 — 21 апреля 1352) | Генрих V Брюхатый Елизавета Калишская        | 1296-1311      | князь Легницкий (с 1296 по 1311 и с 1312 по 1342 год), князь Опавский (с 1308 по 1311 год), князь Бжегский (с 1311 по 1352 год), князь Намыслувский (с 1323 по 1338 и в 1342 году) |
| 8-9 |         | Владислав Легницкий (6 июня 1296 — после 1352)               | Генрих V Брюхатый Елизавета Калишская        | 1296-1311      | князь Легницкий (с 1296 по 1312 год) |
| 10  |         | Генрих VI Добрый (18 марта 1294 — 24 ноября 1335)            | Генрих V Брюхатый Елизавета Калишская        | 1296-1335      | князь Легницкий (с 1296 по 1311 год) |